# Secolarizzazione
La secolarizzazione (il cui significato si riconduce al termine latino saeculum, con il significato di mondo) è un fenomeno sociale che si compone della separazione tra istituzioni religiose e secolari e del declino di credenze e pratiche religiose nella società.

## Storia
Il termine è entrato nel linguaggio giuridico durante le trattative per la pace di Vestfalia del 1648, allo scopo di indicare il passaggio di beni e territori dalla Chiesa cattolica a istituzioni civili; l'espressione è poi stata adottata dal diritto canonico per indicare il ritorno alla vita laica da parte di membri del clero. 
Nel 1803 con la prima mediatizzazione legata al Reichsdeputationshauptschluss vennero privati della propria sovranità i principi ecclesiastici del Sacro Romano Impero e molte abbazie vennero addirittura soppresse. 
Nel XIX secolo l'espressione è passata a indicare il processo di progressiva autonomia delle istituzioni politico-sociali e della vita culturale dal controllo e dall'influenza della religione. In questa accezione, che fa della secolarizzazione uno dei tratti salienti della modernità, il termine ha perso la sua originaria neutralità e si è caricato di connotazioni di valori di segno opposto, designando per alcuni un positivo processo di emancipazione, per altri un processo degenerativo di desacralizzazione che apre la strada al nichilismo.

### Nel pensiero di Augusto Del Noce
Nel saggio L'epoca della secolarizzazione (1970) il filosofo cattolico Augusto Del Noce sostiene che l'inizio della secolarizzazione coincide con la sospensione della fase rivoluzionaria del marxismo. Antonio Gramsci fu protagonista di una rivoluzione intellettuale e morale che riconobbe l'influsso della sovrastruttura (folklore, letteratura e religione) sulla struttura economica. Ciò contribuì alla diffusione di ideali libertini e borghesi fra le varie classi sociali, ideali imbevuti di illuminismo ateo e di scientismo progressista. Si creò così la cosiddetta "società opulenta" focalizzata sugli impulsi individuali, sul consumismo di massa e sul presente, nell'attesa ottimistica dei prodotti della scienza e della tecnica.